# Stößen
Stößen település Németországban, azon belül Szász-Anhalt tartományban. Lakosainak száma 889 fő (2023. december 31.). Stößen Mertendorf, Teuchern, Meineweh és Osterfeld községekkel határos.

## Népesség
A település népességének változása:
| Lakosok száma | 913  | 937  | 916  | 908  | 889  |
|               | 2017 | 2019 | 2021 | 2022 | 2023 |